# Platinum Arena (Krasnojarsk)
Platinum Arena Krasnojarsk je sportovní a zábavní komplex s ledovou arénou pro 7000 diváků. Nachází se ve městě Krasnojarsk, v Ruské federaci, konkrétně v městské části Sverdlovsk.

## Historie
Stadion byl postaven společností Russian Platinum a po uvedení do provozu darován Krasnojarskému kraji v rámci dohody o spolupráci mezi vládou Krasnojarského kraje a společností Russian Platinum LLC pro hry XXIX. světové zimní univerziády 2019 v Krasnojarsku. V aréně se konaly zahajovací a závěrečné ceremoniály her a také soutěže v krasobruslení.
Od 24. do 29. prosince 2019 se v paláci konalo Mistrovství Ruska v krasobruslení 2020.
Dne 9. prosince 2020 se stal laureátem nominace „Sportovní objekt Ruska“ na Národní sportovní cenu Archivováno 28. 1. 2022 na Wayback Machine..

## Týmy

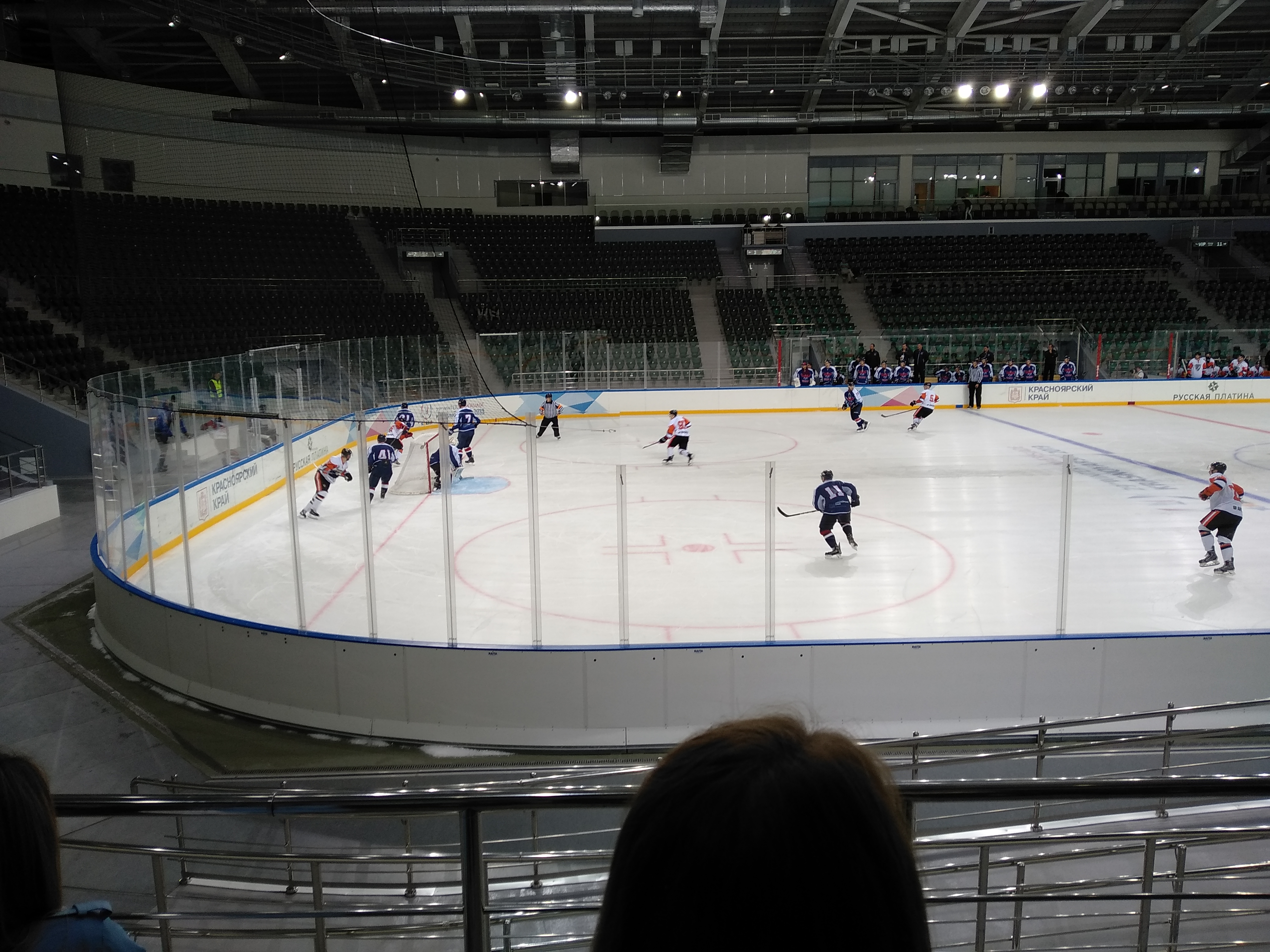
První zápas v Platinum Areně. Sokol - Ermak, 8.10.2018

Je to domovská aréna krasnojarských hokejových týmů: Sokol, Krasnojarsk Rysi a Biryusa. První zápas na této aréně odehráli hokejisté Sokola v rámci přátelského utkání 10. srpna 2018 proti Jermaku Angarsk. Angarčané jej vyhráli 1:3.